# Кейт, Томас
Томас Кейт (англ. Thomas Keith; 1827—1895) — гинеколог и фотограф.

## Биография
Изучал медицину в Эдинбурге (но прежде — искусство в Абердине), в 1848 получил степень доктора медицины. В 1862 сделал в первый раз операцию овариотомии (удаление яичника), не видев никогда ранее этой операции. До 1888 Кейт жил в Эдинбурге, затем переехал в Лондон, где и умер. Из его многочисленных трудов необходимо упомянуть: «200 cases of ovariotomy» («Edinburgh Medical Journ.», 1867—1874); «Suppurating ovarian cysts» (ib., 1875); «Cases of removal of the uterus for fibrocystic tumor» («Lancet», 1875) и др.
Кейт также был одним из ранних энтузиастов фотографии в Великобритании: в 1853—1856 г. он сделал целый ряд впечатляющих снимков (главным образом, городских видов Эдинбурга) и был одним из учредителей Шотландского фотографического общества в 1857 г.